# Webster University

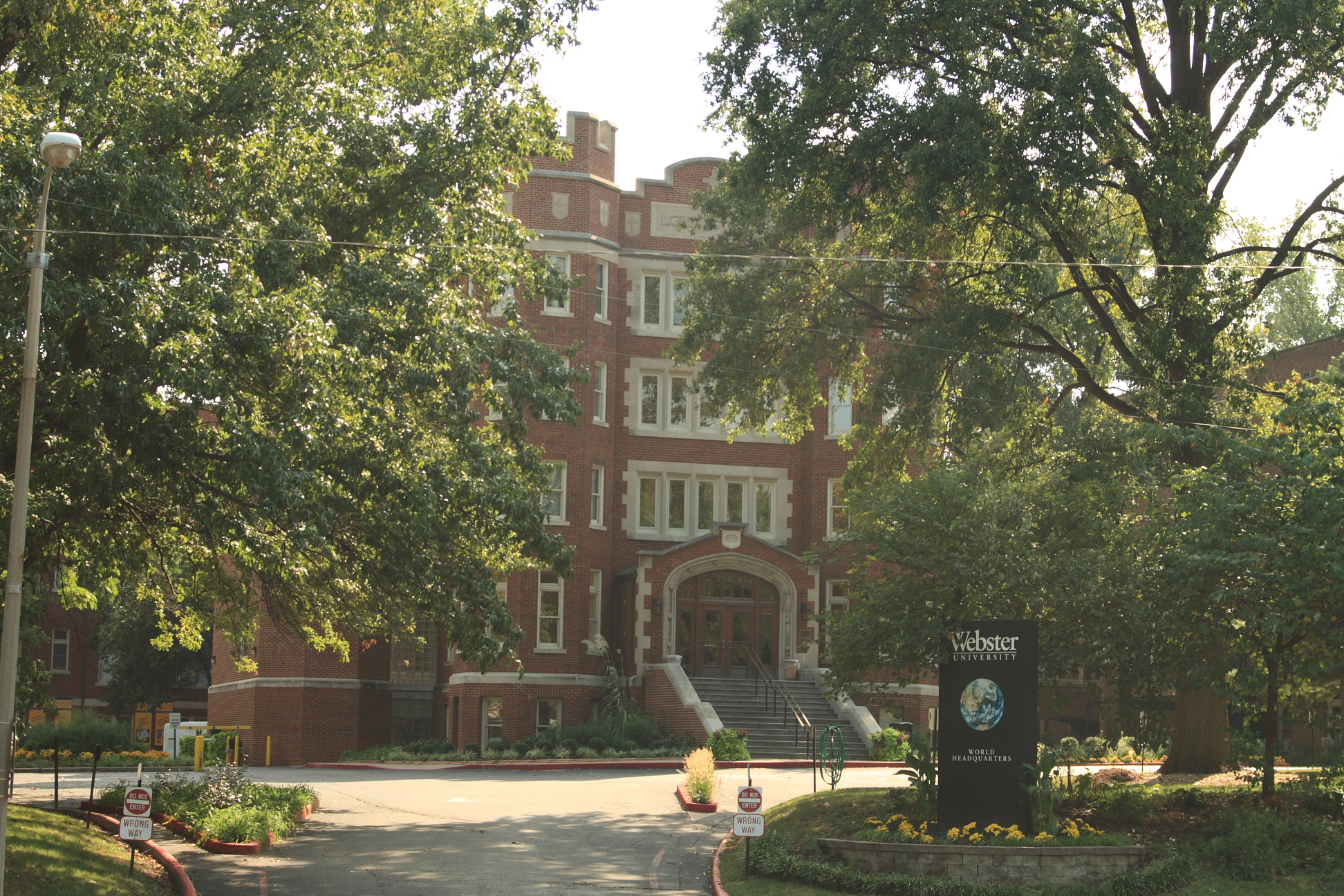
Webster University

Die Webster University ist eine Universität in Webster Groves in Missouri, einem Vorort der Stadt St. Louis. Bei seiner Gründung 1915 war es eines der ersten katholischen Frauen-Colleges westlich des Mississippi River. Die ersten männlichen Studenten wurden 1962 zugelassen.
Webster hat weltweit Zweigstellen, zumeist auf Militärbasen und in vielen großen Städten. International z. B. in Genf, Wien, London oder Shanghai.
Etwa 5.000 Studierende sind am Hauptcampus in Webster Groves eingeschrieben, weltweit hat die Universität rund 15.000 Studenten.

### Webster in Europa
- Webster University in Österreich
- Webster University in den Niederlanden
- Webster University in der Schweiz

### Webster allgemein
- Summary About Webster
- A Brief History of Webster University.
- Webster University Homepage
- Webster University School of Business and Technology
- A Brief History of Webster University
- Unofficial History of the Gorlok
- Webster University Orlando Campus
- Webster University Fort Smith, Arkansas Campus
- Webster University Utah Campuses
- Webster University Thailand – Cha-Am/Hua Hin Campus
- Accreditation Information at Higher Learning Commission